# Abadía nullius de Jamaica
El abadía nullius de Jamaica (en latín: Abbatia Nullius Iamaicae) fue una circunscripción eclesiástica de la Iglesia católica en Jamaica. Se trataba de una abadía nullius latina, sufragánea de la arquidiócesis de Santo Domingo. Fue suprimida de hecho en 1655 por fuerzas británicas.

## Territorio y organización
La abadía territorial tenía 10 991 km² y extendía su jurisdicción sobre los fieles católicos de rito latino residentes en la Jamaica española. 
La sede de la abadía territorial se encontraba en Santiago de la Vega (llamada Spanish Town luego de la conquista inglesa).

## Historia
Jamaica fue descubierta en 1494 durante el Segundo Viaje de Colón. La conquista y poblamiento de Jamaica (o isla de Santiago) fue encomendada por Diego Colón a Juan de Esquivel, quien en 1509 fundó Sevilla la Nueva, quedando Jamaica bajo la jurisdicción de la Real Audiencia de Santo Domingo en el Imperio español. El 27 de junio de 1512 el rey Fernando el Católico ordenó al provincial franciscano en Santo Domingo el envío de 40 frailes a la Tierra Firme, Cuba, Jamaica y Puerto Rico. Cuando en 1518 la población española alcanzó los 500 vecinos, Sevilla la Nueva fue trasladada a un lugar más alto y saludable.
El 29 de enero de 1515 el rey Fernando ordenó a su embajador en Roma que gestionara ante el papa la erección de una abadía nullius en Jamaica en vez de una diócesis, al no tener todavía la isla población y riquezas suficientes para que los diezmos sustentaran la mensa episcopal y un cabildo catedralicio.
El 15 de mayo de 1515, mediante el breve Super specula el papa León X erigió la abadía nullius de Jamaica confiriendo al abad el uso de la mitra y el báculo. Jamaica era la quinta circunscripción eclesiástica existente en América, luego de las diócesis de Santo Domingo, Concepción de la Vega, San Juan de Puerto Rico y Santa María la Antigua de Darién y como todas ella, fue inicialmente sufragánea de la archidiócesis de Sevilla.
El mismo día el papa nombró abad mitrado de Jamaica al capellán real y canónigo de Sevilla propuesto por el rey, Sancho de Matienzo, quien en 1516 tomó posesión de la sede desde España y comenzó a exigir el pago de los diezmos. Falleció en Sevilla el 8 de diciembre de 1521 sin viajar a América, pues su nombramiento por el rey era solo una recompensa a sus servicios.
El 11 de marzo de 1522 el emperador nominó a Andrés López Frías como abad, pero el 27 de marzo cambió de parecer y decidió reunir cargos eclesiásticos y políticos in persona episcopi, por lo que el jerónimo Luis de Figueroa fue designado presidente de la Real Audiencia de Santo Domingo, obispo de Santo Domingo, abad de la abadía nullius de Jamaica y obispo de Concepción, lo que el papa Clemente VII confirmó. Pero para entonces Luis de Figueroa había fallecido en España el 23 de marzo de 1523.
A Pedro Mártir de Anglería el emperador Carlos V lo nombró cronista de Indias en 1520 y en 1524 cuarto abad de Jamaica. Pedro Mártir de Anglería relató en sus Décadas las magníficas condiciones para la agricultura, con abundantes melones y calabazas y que los panes de la isla eran de maíz o de raíz de yuca (cazabí). Murió en Granada en 1526 sin viajar a Jamaica.
Los 4 primeros abades no visitaron la isla hasta que en 1528 fue nombrado el dominico Miguel Ramírez de Salamanca como obispo de Cuba y abad de Jamaica.
En 1534 la capital de Jamaica fue reubicada en la villa de la Vega, llamada posteriormente Santiago de la Vega y luego renombrada por los británicos como Spanish Town. La iglesia abacial fue construida en la villa de la Vega  en la plaza del pequeño pueblo. Al norte del pueblo, a orillas del río Cobre, los dominicos construyeron un monasterio de piedra, y adosado a este monasterio se encontraba su capilla dedicada a Nuestra Señora del Perpetuo Socorro. Aproximadamente a media milla al sur de ese monasterio, los franciscanos construyeron su monasterio dedicado al apóstol Santiago, y una iglesia dedicada a la Expectación de la Santísima Virgen María. Sobre pequeña iglesia se construyó la catedral anglicana de Santiago de la Vega, la más antigua fuera de las islas británicas.
El 12 de febrero de 1546 el papa Paulo III, mediante la bula Super universas orbis ecclesiae, elevó la diócesis de Santo Domingo al rango de arquidiócesis metropolitana, asignándole entre sus sufragáneas a la abadía nullius de Jamaica.
Dado el escaso desarrollo de la colonia de Jamaica, la abadía quedó de hecho adscripta a la diócesis de Cuba, y el 26 de octubre de 1574 el rey confirmó esta situación. Durante este período Jamaica fue servida por una serie de 13 abades y se construyeron varias iglesias, monasterios, ermitas y escuelas.
En 1608 Bernardo de Balbuena fue nombrado responsable de la abadía de Jamaica, puesto al que llegó en 1611 con la intención de convertir la isla en obispado, objetivo no logrado que condicionó a Balbuena a aspirar a otro cargo. Esto sucedió en 1620, cuando fue nombrado obispo de Puerto Rico, a donde llegó en 1623.
Las invasiones inglesas a partir de 1650 supusieron su abandono y supresión definitiva. La era española llegó a su fin con la invasión de las fuerzas inglesas en Portsmouth, St. Catherine, el 10 de mayo de 1655, dando lugar a la guerra anglo-española (1655-1660). En los días y semanas posteriores a la invasión inglesa, las iglesias católicas romanas en Spanish Town fueron incendiadas y las campanas fueron fundidas para obtener perdigones para los cañones que defendían la isla contra los españoles que luchaban contra los ingleses. Finalmente, por el Tratado de Madrid de 1670 España renunció definitivamente a Jamaica e Islas Caimán.
Dada la ruptura entre la Iglesia católica e Inglaterra desde la Reforma anglicana en el siglo XVI, los ingleses prohibieron el culto católico en Jamaica. Esta prohibición permaneció vigente durante 136 años y fue levantada en 1791. No fue hasta 1792 cuando los sacerdotes católicos romanos comenzaron a llegar de nuevo a Jamaica.

## Episcopologio

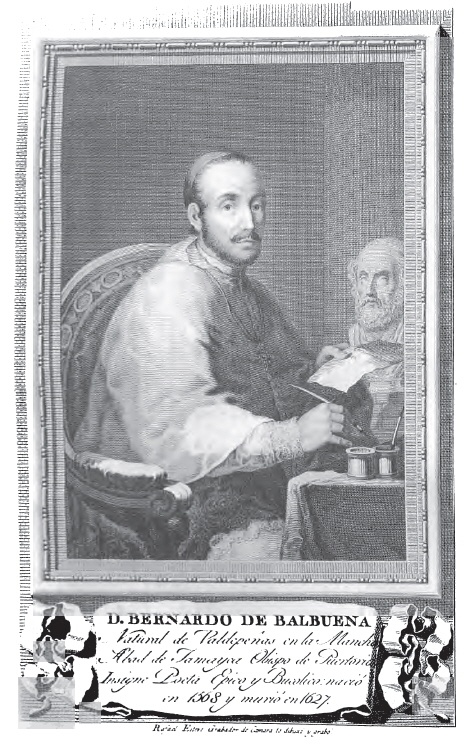
Abad Bernardo de Balbuena

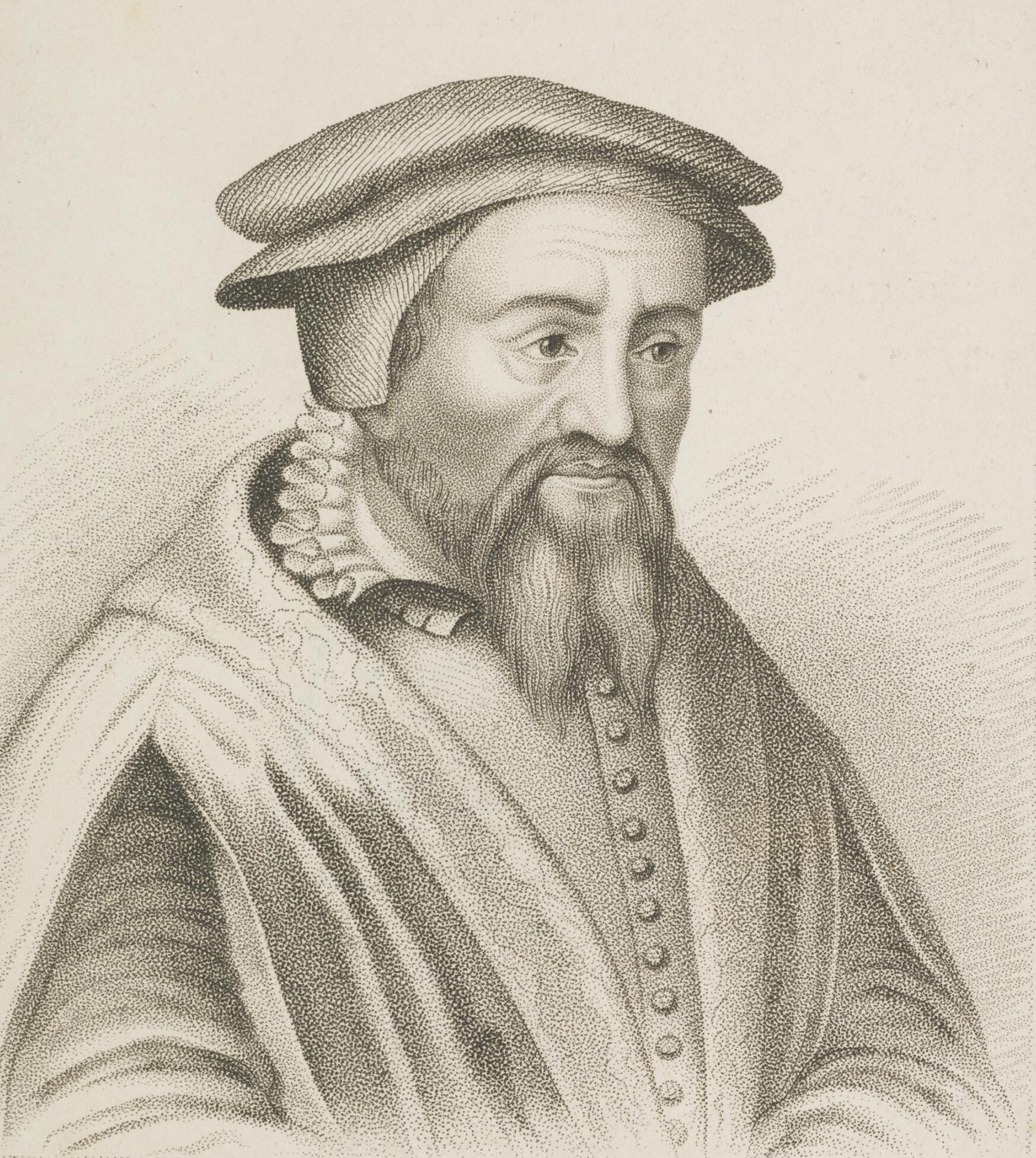
Abad electo Pedro Mártir de Anglería

- P. Sancho de Matienzo † (1516-8 de diciembre de 1521 falleció)[14][nota 1] (no viajó a Jamaica)
  - P. Andrés López Frías † (marzo de 1523-marzo de 1523 el emperador retiró su nombramiento) (abad electo)
  - P. Luis de Figueroa, O.S.H. † (1523-23 de marzo de 1523 falleció)[nota 2] (abad electo)
- P. Pedro Mártir de Anglería, O.S.B. † (1524-30 o 31 de octubre de 1526 falleció)[15] (no viajó a Jamaica)
- Miguel Ramírez de Salamanca, O.P. † (1527-1534 falleció)[nota 3]
- P. Amador de Samano † (1535-1539)
- P. Johannes Dávila † (1544-?)
- P. Francisco Osorio Mercado † (1561-1573)
- P. Mateo de Santiago † (1573-1578)
- P. Luis Muñoz † (1578-?)
- P. Francisco Marques de Villalobos † (1581-1606)
- P. Bernardo de Balbuena † (1608-1619)[nota 4]
- P. Mateo de Medina Moreno † (1622-1650)